# Altimella
Genre
Altimella est un genre d'araignées aranéomorphes de la famille des Cicurinidae.

## Distribution
Les espèces de ce genre sont endémiques du Tibet en Chine,.

## Liste des espèces
Selon World Spider Catalog (version 25.5, 29/08/2024) :
- Altimella nedong Wang & Z. S. Zhang, 2024
- Altimella ngamring Wang & Z. S. Zhang, 2024

## Systématique et taxinomie
Ce genre a été décrit par Wang et Zhang en 2024 dans les Cicurinidae.

## Publication originale
- Wang, Mu, Xu, Zhang & Zhang, 2024 : « Altimella gen. nov., a new genus of Cicurinidae (Arachnida, Araneae) from Xizang, China, with description of two new species. » ZooKeys, vol. 1210, p. 133-142 (texte intégral).